# Jean Joseph Aimé Moussaron

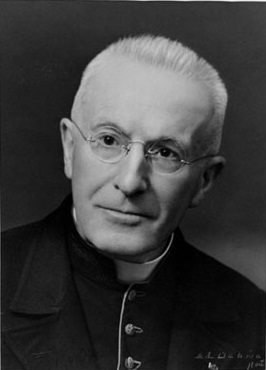
Jean Joseph Aimé Moussaron

Jean Joseph Aimé Moussaron (* 11. September 1877 in Tournecoupe; † 10. März 1956 in Paris) war Erzbischof von Albi. Er wurde von der Gedenkstätte Yad Vashem als Gerechter unter den Völkern anerkannt.

## Leben
Moussaron wurde am 11. September 1877 in Tournecoupe geboren. Am 14. Juli 1901 wurde er zum Priester geweiht. Am 9. Oktober 1929 wurde er Weihbischof in Auch mit dem  Titularbistum Lamia. Am 20. August wurde er zum Bischof von Cahors geweiht. Am 11. März 1940 wurde Moussaron Erzbischof von Albi. Er starb am 10. März 1956.

## Schutz von Juden
Moussaron war Erzbischof von Albi zur Zeit des Vichy-Regimes, das im Sommer 1942 mit der Ausgrenzung von Juden begann. Er veröffentlichte zusammen mit den Erzbischöfen Jules Saliège, Pierre-Marie Gerlier und Pierre-Marie Théas einen Protestbrief gegen die unmenschliche Behandlung von Juden. Gleichzeitig ordnete er gegenüber den Klerikern in seiner Diözese an, dass sie jüdische Kinder vor den Behörden versteckt halten sollten. Daraufhin ließ auch die Äbtissin Jeanne Ramade sechs jüdische Mädchen in ihrem Kloster unterbringen.
1942 taufte Moussaron außerdem die Mitglieder der jüdischen Familie Zenatti, die nach Kriegsausbruch aus Paris nach Südfrankreich gekommen war, um sie vor dem Zugriff des Vichy-Regimes zu verstecken. Ab 1944 wurden die Familienmitglieder von Moussaron bis Kriegsende in verschiedenen Verstecken untergebracht, in welchen die Familie den Krieg überleben konnte. Am 12. Juni 1944 wurde Moussarvon von der Gestapo verhaftet und für acht Tage im Gefängnis von Toulouse inhaftiert.
In Anerkennung seiner Hilfe für Juden unter dem Vichy-Regime wurde Moussaron am 21. Juli 2009 von der Gedenkstätte Yad Vashem als Gerechter unter den Völkern ausgezeichnet.